# 般若寺 (土浦市)
般若寺（はんにゃじ）は、茨城県土浦市にある真言宗豊山派の寺院。

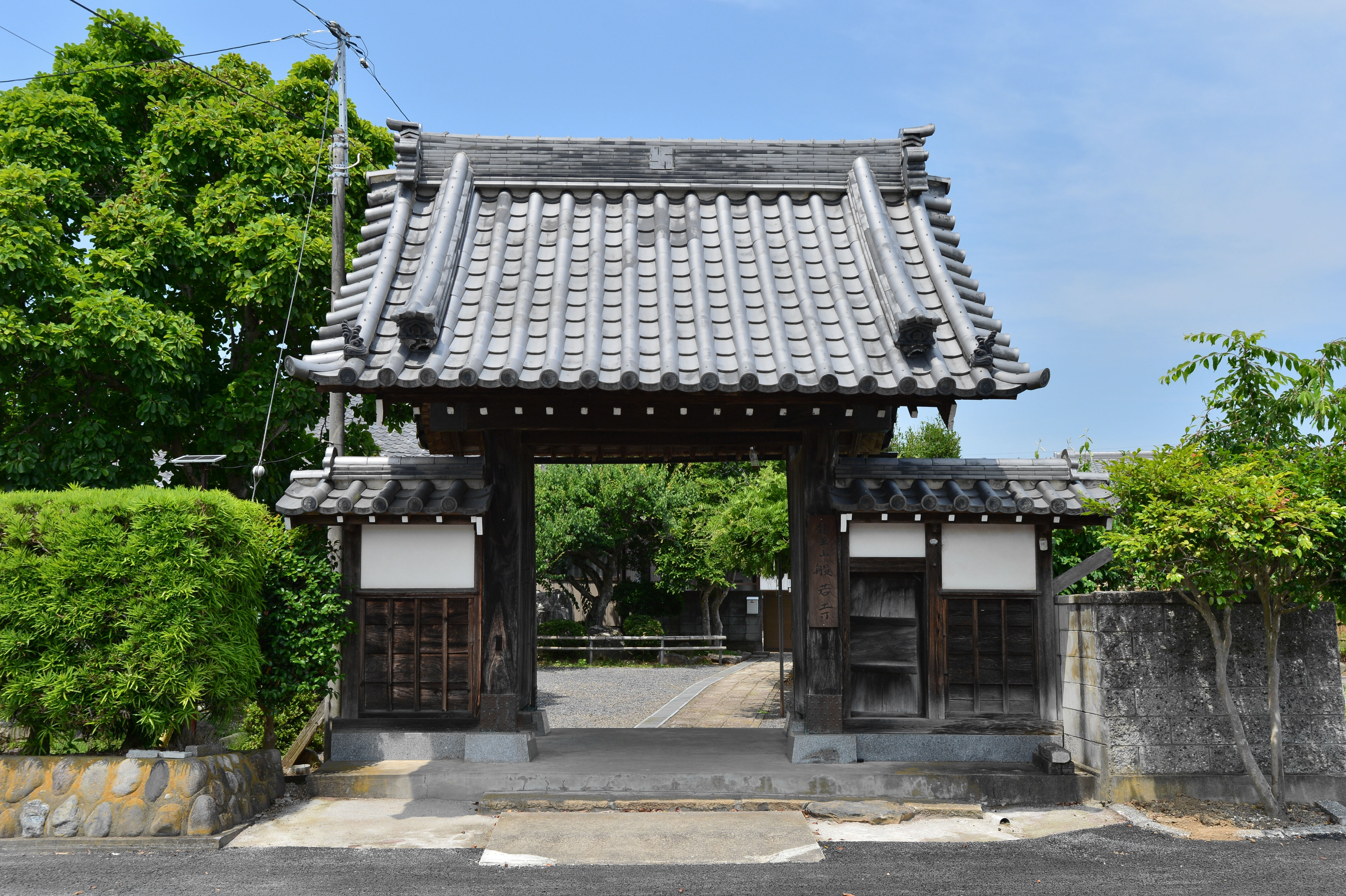
般若寺山門

## 歴史
947年（天暦元年）、如蔵尼によって開山された。
現在の当寺の宗派は、真言宗豊山派であるが、かつては律宗であった。忍性など多くの律宗の僧侶は当寺を拠点に布教活動を行った。
当寺の境内には、「結界石」というものがある。律宗は戒律に厳格で、聖俗を厳然と区分する必要から、その境界を示す印として設けたものである。

## 文化財
- 銅鐘（重要文化財 大正9年8月16日指定）[2]
- 結界石（茨城県指定文化財 昭和43年3月28日指定）[3]
- 石造五輪塔（茨城県指定文化財 昭和43年3月28日指定）[4]
- 木造釈迦如来立像（茨城県指定文化財 昭和50年3月25日指定）[5]
- 六地蔵石幢（土浦市指定文化財 昭和46年7月13日指定）[6]
- 木造阿弥陀如来立像（土浦市指定文化財 昭和48年12月1日指定）[6]
- 木造毘沙門天立像（土浦市指定文化財 昭和48年12月1日指定）[6]
- 木造釈迦如来両脇侍像（土浦市指定文化財 昭和48年12月1日指定）[6]
- 石造阿弥陀種子板碑（土浦市指定文化財 平成元年5月1日指定）[6]

## 交通アクセス
- 路線バス宍塚停留所より徒歩5分。